# Graphics Environment Manager

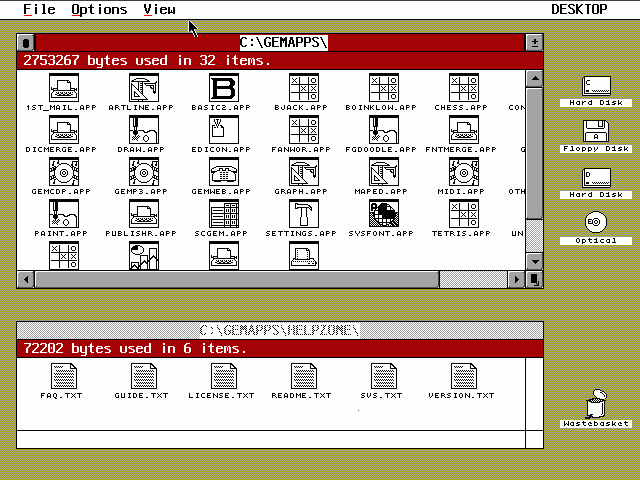
OpenGEM5の画面

Graphics Environment Manager (GEM) とは、デジタルリサーチが開発したCP/MおよびDR DOS用のGUI環境である。

## 特徴
CP/MやDR DOS上で動作するGUIで、例えるならMS-DOSと初期のWindowsの関係に相当する。見た目はMac OSを意識して作られたと言われており似ている。

## 現状
後にGEMの無償版が登場し、FreeGEMやOpenGEMなどが存在する。
これらは現在も入手可能である。

### OpenGEM
OpenGEMは、DOSのための、非マルチタスキングの16ビットのGUIである。これはFreeGEMの配布物を拡張したものであり、オリジナルのGEMの機能を含んでいる。また、OpenGEMは、簡単にインストール、使用できるGUIシステムとウィンドウのフレームワークをFreeDOSに提供することを意図している。
GEMのソースコードを所有していたCaldera Thin Clientsは、1999年4月にGEMのソースコードをGNU GPLのもとでリリースした。Open GEMはFreeGEMの開発者チームと協力してShane Martin Coughlanによって、GPLに従う自由ソフトウェアとして開発された。OpenGEMのバージョン3から6まではSourceForgeとFreeDOSのウェブサイトでホストされている。
OpenGEMは2008年から活発な開発はなされていないが、これは機能を完備し、将来のサードパーティによる開発と拡張のためのSDKを含む基本的なGUIを持っている。

### FreeGEM/XM
通常FreeGEMはシングルタスクだが、FreeGEMでは、 疑似マルチタスクを利用できる。GEM用アプリケーションや、DOSアプリケーションを複数起動しておくことができ、ホットキーによってアプリケーションを切り替えることができる。